# Wikipedia in indonesiano
La Wikipedia in indonesiano (Wikipedia bahasa Indonesia) è l'edizione ufficiale di Wikipedia in lingua indonesiana; è stata fondata nel gennaio del 2004.

## Storia
Il 4 dicembre 2018, Google ha annunciato un partneriato con Wikipedia per la traduzione automatica di alcune voci selezionate dalla versione inglese a quella indonesiana. Google si proponeva di utilizzare la Google Neural Machine Translation, potenziata dall'intelligenza artificiale.

## Statistiche
La Wikipedia in indonesiano ha 723 629 voci, 3 971 452 pagine, 1 535 671 utenti registrati di cui 3 213 attivi, 47 amministratori e una "profondità" (depth) di 137 (al 21 marzo 2025).
È la 21ª Wikipedia per numero di voci e, come "profondità", è la 19ª fra quelle con più di 100.000 voci (al 14 ottobre 2024).

## Cronologia
- 16 marzo 2004 — supera le 1000 voci
- 31 maggio 2005 — supera le 10.000 voci
- 1º febbraio 2007 — supera le 50.000 voci
- 21 febbraio 2009 — supera le 100.000 voci ed è la 25ª Wikipedia per numero di voci
- 21 gennaio 2011 — supera le 150.000 voci ed è la 23ª Wikipedia per numero di voci
- 26 ottobre 2012 — supera le 200.000 voci ed è la 24ª Wikipedia per numero di voci
- 7 ottobre 2013 — supera le 300.000 voci ed è la 21ª Wikipedia per numero di voci
- 28 aprile 2017 — supera le 400.000 voci ed è la 24ª Wikipedia per numero di voci
- 14 agosto 2019 — supera le 500.000 voci ed è la 22ª Wikipedia per numero di voci
- 18 ottobre 2021 — supera le 600.000 voci ed è la 22ª Wikipedia per numero di voci
- 2 agosto 2024 — supera le 700.000 voci ed è la 21ª Wikipedia per numero di voci